# Monica Anisie
Monica Cristina Anisie (n. 19 iulie 1973, București, România) este un politician și fost ministrul Educației și Cercetării al României începând cu 4 noiembrie 2019 până pe 23 decembrie 2020,  fiind ministrul educației în ambele guverne Ludovic Orban.

## Biografie
Monica Cristina Anisie a urmat studii la Facultatea de Limbi și Literaturi Străine a Universității din București între anii 1992 și 1996. A absolvit două programe de masterat: unul în management educațional la Universitatea Națională de Studii Politice și Administrație Publică (2007-2008) și altul în integrare europeană și probleme sociale, la Facultatea de Științe Politice, Sociologie și Relații Internaționale (2007-2009). 
După ce a fost profesor de limba și literatura română, consilier prezidențial pentru politica educațională a lui Traian Băsescu între 2012 și 2016 și secretar de stat în guvernul Cioloș,  în noiembrie 2019 a devenit ministru al Educației în guvernul Orban, desemnată de premierul Ludovic Orban după căderea guvernului Dăncilă. Ea a fost votată de parlament în 4 noiembrie 2019 și a preluat prerogativele o zi mai târziu.  În prezent, Anisie este președintele PNL Sector 2 și coordonatorul comisiei de educație pentru învățământ preuniversitar din PNL.

## Controverse
Aceasta a fost implicată în mai multe controverse, cea mai celebră fiind faptul că a refuzat repetat să participe la o dezbatere pe tema educației cu youtuberul Selly.